# Abtei Saint-Michel (Saint-Michel)

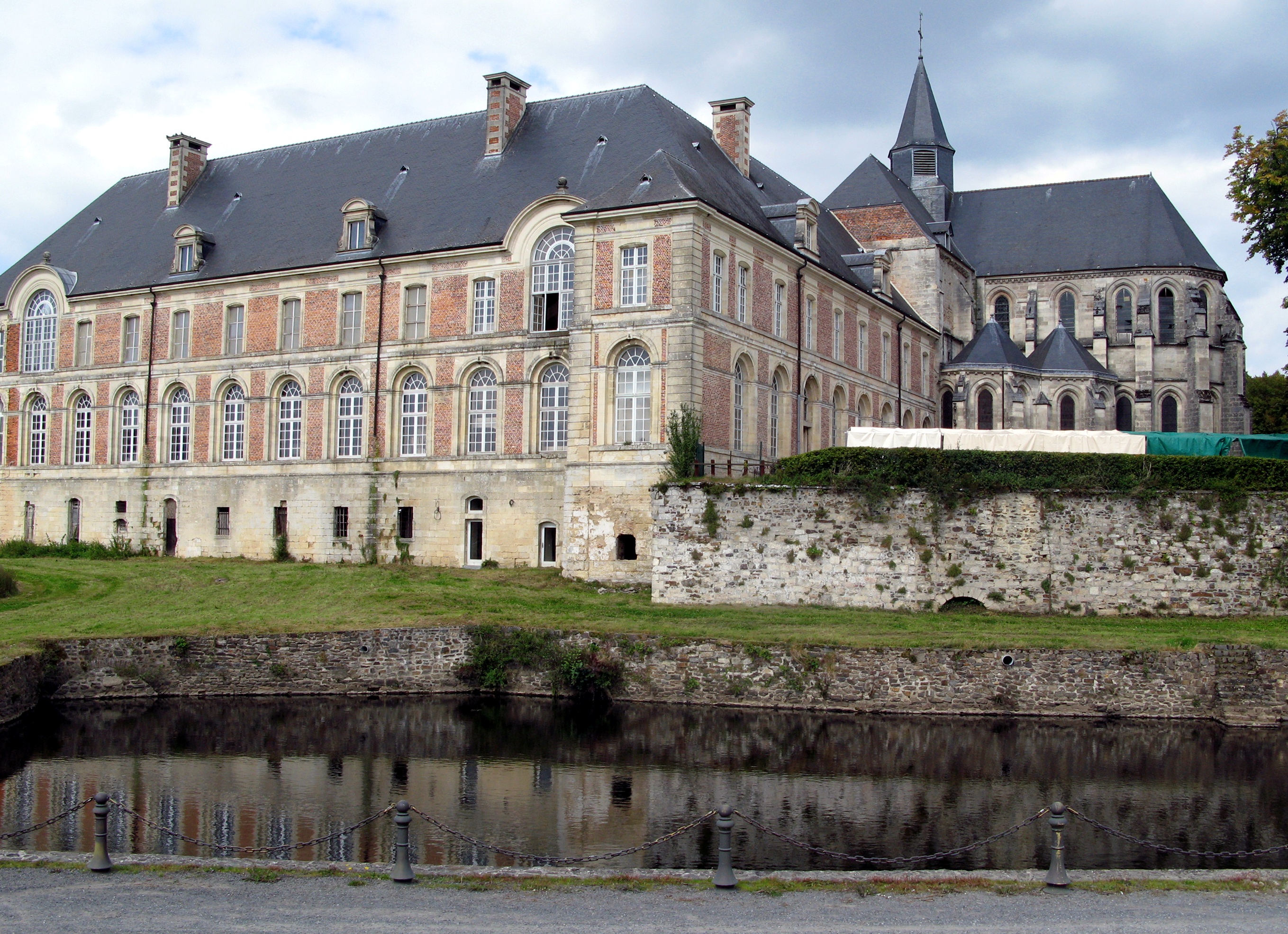
Abtei Saint-Michel

Die Benediktiner-Abtei Saint-Michel wurde 945 gegründet und bestand bis 1789. Klostergebäude und Klosterkirche liegen im Ort Saint-Michel en Thiérache im Département Aisne in Frankreich. Die Gebäude stehen seit 1862 (Chor der Kirche), 1889 (Querhaus) und 2014 (gesamter Komplex) als Monument historique unter Denkmalschutz.

## Geschichte
20 Jahre nach dem Konzil von Autun ließ Ursmar von Lobbes, Bischof von Thiérache, 693 an dem Flüsschen Gland bei Hirson eine zu Ehren des Erzengels Michael geweihte Kapelle errichten, die 888 von den Normannen zerstört wurde. Bei der Kapelle wurde 945 von den schottischen Mönchen Cadroël und Maccalin auf Ersuchen der Herrin Heresinde von Thiérache eine Kirche mit einem Benediktinerkloster gebaut, das der Bischof von Laon unter seinen Schutz nahm. 976 wurden die Gebeine des heiligen Adalgisus ins Kloster übertragen. Das Kloster wurde mit der Zeit reich und baute eine frühgotische Kirche, von der Chor und Querschiff erhalten sind. Sie gilt als Vorbild für St-Yved (Braine).
Nach Teilzerstörung durch Brand im Jahre 1542 baute der in Desenzano geborene bedeutende Abt Jean-Baptiste de Mornat (Moronatus) (1562–1632, Abt von 1598 bis 1628) Klostergebäude und Kirche um und stattete sie reich aus. Nach neuerlichem Brand 1718 errichtete der Architekt Calonne de Beaupré aus der Abtei Bucilly das heute noch stehende Klostergebäude und das Kirchenschiff (mit Fassade nach dem Vorbild von Il Gesù in Rom).
Nach der Schließung des Klosters durch die Französische Revolution wurde die Kirche Pfarrkirche (derzeit in der Paroisse Notre-Dame de Thiérache  im Bistum Soissons, Laon und Saint-Quentin). Die Kirche ist Veranstaltungsort eines jährlichen Festivals klassischer Musik. Philippe Méry bewertet den Baukomplex als äußerst sehenswert.

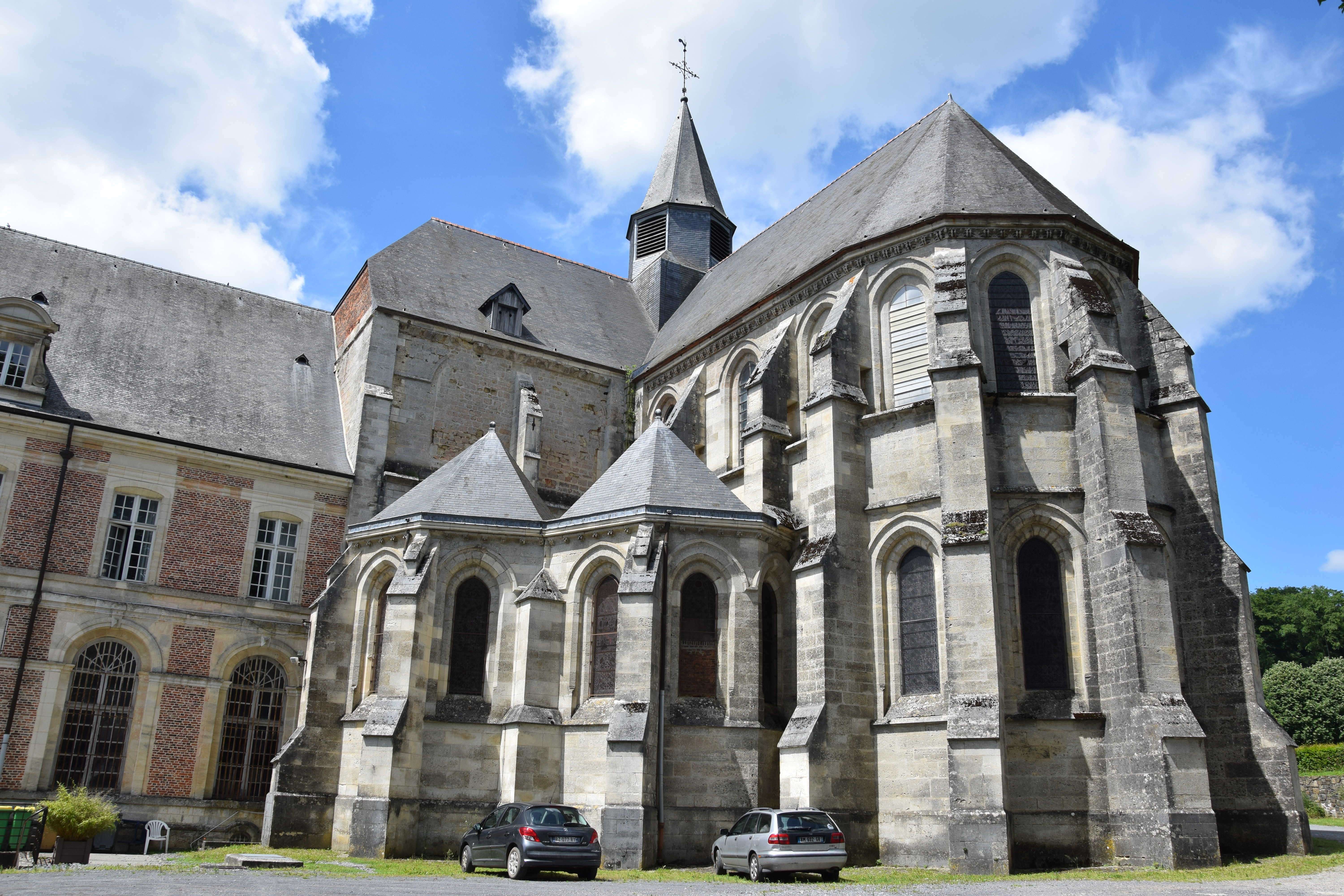
Abtei Saint-Michel
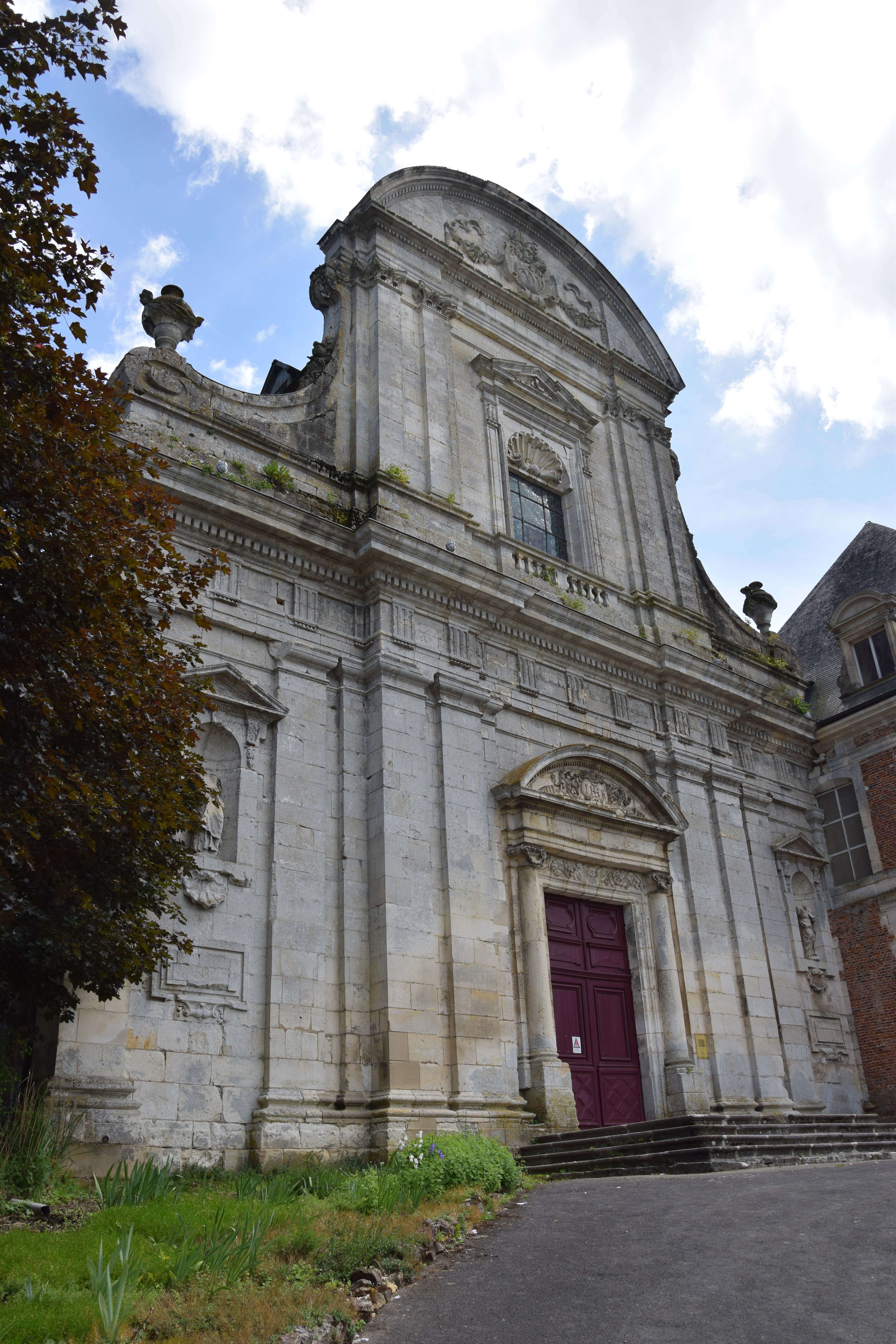
Westseite
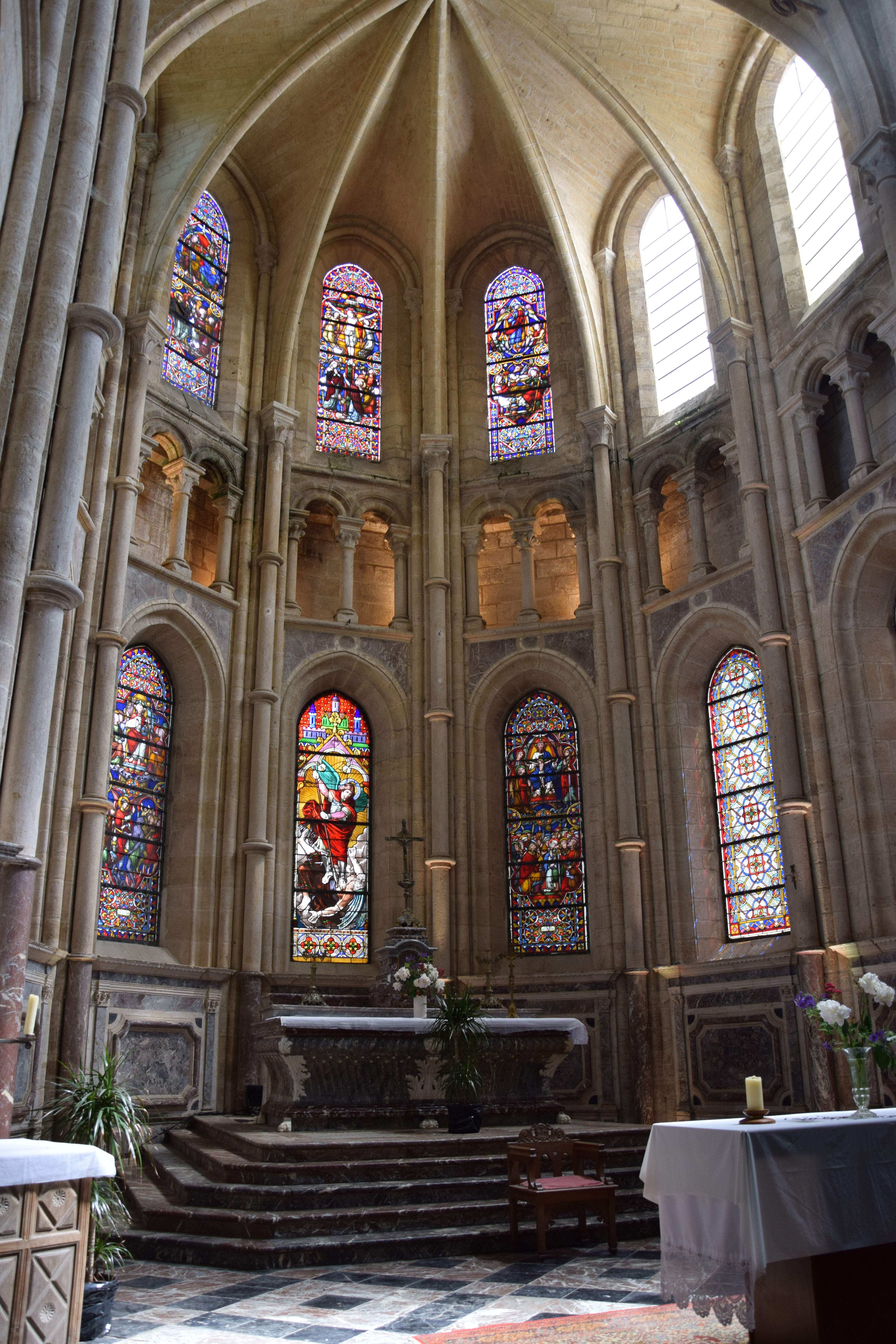
Innen
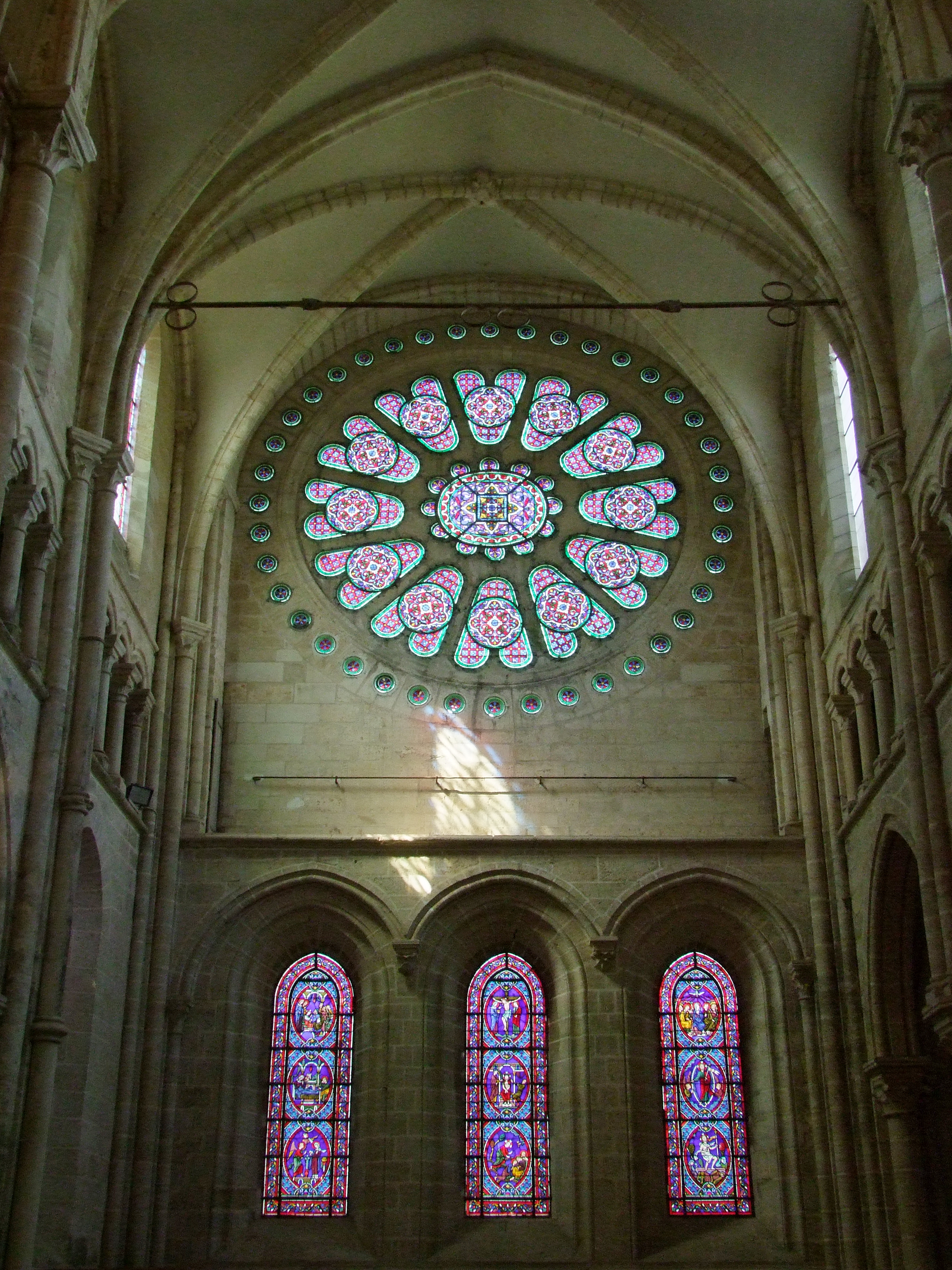
Rosettenfenster

## Ehemalige Abteikirche

### Orgel

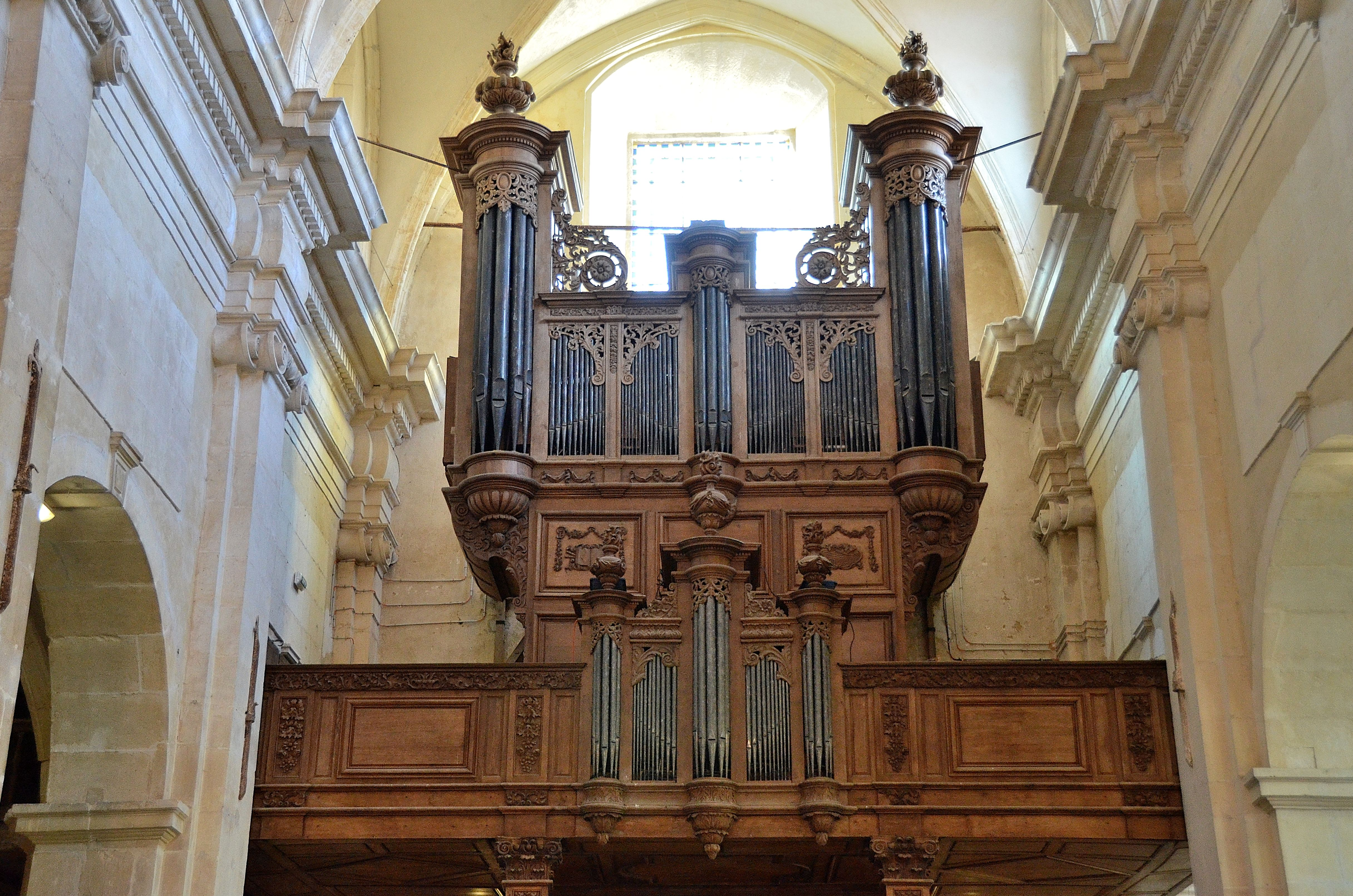
Orgel von Jean Boizard, 1714

1714 erbaute Jean Boizard (1666–1717) die Orgel der Abteikirche, die praktisch unverändert erhalten geblieben ist. 1983 erfolgte eine erste Restaurierung durch Théo Haerpfer und im Anschluss daran weitere Arbeiten durch Georges Westenfelder. Sie verfügt über 31 Register auf vier Manualen und Pedal. Das Instrument steht seit 1950 unter Denkmalschutz.
| I Positif CD–c3         |        |
| Bourdon                 | 8′     |
| Flûte allemande (ab f1) | 8′     |
| Montre                  | 4′     |
| Nasard                  | 3′     |
| Doublette               | 2′     |
| Tierce                  | 1 3⁄5′ |
| Larigot                 | 1 ⁄3′  |
| Fourniture              | III    |
| Cymbale                 | II     |
| Cromorne                | 8'     |

| II Grand-Orgue CD–c3 |        |
| Bourdon              | 16′    |
| Montre               | 8′     |
| Bourdon              | 8′     |
| Prestant             | 4′     |
| Flûte                | 4′     |
| Quinte               | 3′     |
| Doublette            | 2′     |
| Quarte de Nasard     | 2′     |
| Tierce               | 1 3⁄5′ |
| Fourniture           | IV     |
| Cymbale              | III    |
| Grand Cornet (ab c1) | V      |
| Trompette            | 8'     |
| Voix humaine         | 8′     |
| Clairon              | 4′     |

| III Récit c1–f3 |
| Cornet V        |

| IV Echo g0–f3 |
| Cornet V      |

| Pédale CD–c1 |     |
| Flûte        | 08′ |
| Flûte        | 04′ |
| Trompette    | 08′ |
| Clairon      | 04′ |

- Koppeln: II/I (Manualschiebekoppel), II/P
- Tremblant fort, Tremblant doux